# Georges Teugels
Georges Teugels (Dendermonde, 4 januari 1937 - 2007) was een Belgische kunstschilder.

## Biografie

### Jonge jaren
Als oudste van een gezin van drie kinderen was hij drie toen de Tweede Wereldoorlog uitbrak. Zijn vader, Theophiel Teugels (1901-1989) werd naar een werkkamp in Duitsland gestuurd waarna zijn moeder, Margaretha De Smet (1903-1992), in 1942 met twee kinderen op de vlucht sloeg voor de Duitse bezetting. Rond zijn twaalfde begon Georges op alles te tekenen en schilderen wat hij maar bruikbaar vond (papier, glas, schaliën, vloer, schoolbord.
Na zijn huwelijk in 1959 met Julie Dubois werd in 1960 zijn enige zoon Patrick Teugels geboren. Het jonge gezin woonde eerst korte tijd in Brussel (Schaarbeek), maar kwam later terug naar Sint-Gillis-bij-Dendermonde om zich vanaf 1968 definitief op Heizijde (een gehucht van Lebbeke) te vestigen.

### Begin als schilder
Teugels werkte overdag als meestergast voor een Brussels schildersbedrijf en schilderde 's avonds, 's nachts en in het weekend. Ondanks zijn technische opleiding te Parijs en later te Brussel was Teugels artistiek gezien autodidact. Door zich te verdiepen in het werk van oude meesters wist hij een schilderstijl te brengen die niet zomaar onder één kunsthistorische noemer te plaatsen valt. Waar andere kunstenaars zich beperken tot één thema of optisch effect wordt bij Teugels een verscheidenheid aan traditionele thema's aangetroffen: het portret, het dier (vee), het landschap en het stilleven.
Schilderen was voor Teugels een manier om kennis te vergaren over de werkelijkheid. Meestal deed hij over het schilderen ven een doek vele maanden en werkte in cyclussen. Het zijn gebeurtenissen van een intense dialoog met de werkelijkheid en de herinnering door middel van het schilderen. Essentieel binnen zijn realistisch werk is de voorstelling van het model als acteur' en niet zozeer de uiterlijke nabootsing ervan.

### Tentoonstellingen
Teugels begon in 1971 voltijds te schilderen en had in de 2de helft van de jaren zeventig succes met volledig uitverkochte tentoonstellingen. In de daarop volgende jaren behaalde hij tijdens reizende groepstentoonstellingen in binnen- en buitenland talrijke vermeldingen en onderscheidingen. Het grootste deel van zijn werk bevindt zich hoofdzakelijk in eigen land, maar is ook verspreid over Europa, en enkele schilderijen zijn in de Verenigde Staten en zelfs op Aruba terug te vinden.
Verder kent zijn biografie weinig avontuur of anekdotes. Teugels was in de eerste plaats schilder, en dan op een manier die tot ver in de jaren 80 door de heersende stromingen van de kunstgeschiedenis werd verguisd. Hoe kon iemand na de internationale doorbraak van de abstracte schilderkunst nog zo traditioneel en figuratief schilderen? Bovendien was de schilderkunst in de jaren 60 en 70, ten tijde van de Minimale en Conceptuele kunst, hoegenaamd uitgesloten. Waarschijnlijk is dat een van de redenen waarom Teugels' eerste retrospectieve tentoonstelling pas plaatsvond in 2007, het jaar ook van zijn overlijden.
Teugels had in 1964 zijn eerste solotentoonstelling en stelde decennia daarna regelmatig tentoon. Hij inspireerde niet alleen kunstenaars, maar ook een kunstzinnig publiek dat zich niet 'au sérieux' voelde genomen. Zijn carrière vond plaats buiten de schijnwerpers van het internationale kunstdiscours.